# Cyphon jaechi
Cyphon jaechi es una especie de coleóptero de la familia Scirtidae.

## Distribución geográfica
Habita en Hong Kong.